# Timken, Kansas
Timken, Kansas (енгл. Timken) град је у америчкој савезној држави Канзас.

## Демографија
По попису из 2010. године број становника је 76, што је 7 (-8,4%) становника мање него 2000. године.
| Група             | 2000.      | 2010.      |
| Белци             | 81 (97,6%) | 70 (92,1%) |
| Афроамериканци    | 0 (0,0%)   | 0 (0,0%)   |
| Азијати           | 0 (0,0%)   | 1 (1,3%)   |
| Хиспаноамериканци | 0 (0,0%)   | 5 (6,6%)   |
| Укупно            | 83         | 76         |